# Johann von Fries
Johann, comte von Fries (19 mai 1719, Mulhouse - 19 juin 1785, Bad Vöslau) est un financier du XVIIIe siècle.

## Biographie
Il rejoint le service autrichien et reprend la restauration des armées. Durant la Guerre de Succession d'Autriche, il s'occupe de subsides anglais à Vienne.
En 1751, il reçoit privilège d'établir des usines à Fridau.
Il introduit à Bad Vöslau le cépage Portugais bleu et établit ainsi le renommé du vin.
Il a été autorisé à participer à un tiers du seigneuriage des Thalers de Marie-Thérèse.
De 1759 à 1783, il dirige la k. k. Bergwerks-Produktenverschleiß. Il devient propriétaire des Bankhauses Fries en 1766.
L'un des hommes les plus riches de son temps, il était propriétaire du château Vöslau (de) et du Palais Pallavicini.
Beau-frère de François d'Escherny, il est le père de Moritz von Fries.

## Sources
- (de) Cet article est partiellement ou en totalité issu de l’article de Wikipédia en allemand intitulé « Johann von Fries » (voir la liste des auteurs).
- Notices d'autorité :   - VIAF
  - ISNI
  - LCCN
  - GND
  - WorldCat
- Notice dans un dictionnaire ou une encyclopédie généraliste :   - Deutsche Biographie